# Tammy and the T-Rex
Pour plus de détails, voir Fiche technique et Distribution.
Tammy and the T-Rex est un film américain réalisé par Stewart Raffill, sorti en 1994.

## Synopsis
Un scientifique maléfique implante le cerveau d'un étudiant assassiné dans un T-Rex animatronique.

## Fiche technique
- Titre : Tammy and the T-Rex
- Réalisation : Stewart Raffill
- Scénario : Stewart Raffill et Gary Brockette
- Photographie : Roger Olkowski
- Pays d'origine : États-Unis
- Genre : comédie, science-fiction
- Date de sortie : 1994

## Distribution
- Denise Richards : Tammy
- Theo Forsett : Byron
- Paul Walker : Michael
- Ellen Dubin : Helga
- Terry Kiser : Dr. Wachenstein
- George 'Buck' Flower : Norville
- Ken Carpenter : Neville
- George Pilgrim : Billy
- Sean Whalen : Weasel
- Shevonne Durkin : Wendy
- Poppy Montgomery : Party Girl
- Efren Ramirez : Pizza Boy